# Bitwa pod Chojnicami
Bitwa pod Chojnicami – starcie zbrojne z okresu wojny trzynastoletniej, do którego doszło 18 września 1454 r. w pobliżu Chojnic na Pomorzu Gdańskim, zakończone decydującym zwycięstwem wojsk najemnych zakonu krzyżackiego nad koalicyjną armią polsko-związkową – największa bitwa wojny trzynastoletniej i jednocześnie największa klęska Królestwa Polskiego w historii starć zbrojnych z Krzyżakami.
Okres żywiołowych sukcesów powstania Związku Pruskiego przeciwko zakonowi krzyżackiemu zakończyło zdobycie przez dowodzony przez Henricha Reuss von Plauena (młodszego) krzyżacki oddział najemny warownego miasta Chojnice 23 marca 1454 r. Wymusiło to przyjęcie nowej strategii przez Związkowców. Związek Pruski skoncentrował oddziały miejskie i najemne do oblężenia krzyżackich twierdz w Malborku i Sztumie w delcie Wisły. Blokada Chojnic i szlaku prowadzącego z Niemiec do Prus pozostała w gestii sił Królestwa Polskiego, które od 21 kwietnia 1454 r. przyłączyło się do wojny przeciwko zakonowi po stronie Związku. Król Polski Kazimierz IV Jagiellończyk, nie dysponując wojskami najemnymi ani środkami pieniężnymi na ich zaciąg, oblężenie krzyżackiego miasta powierzył pospolitemu ruszeniu ziemi kujawskiej i dobrzyńskiej. Siły te nie zdołały odbić miasta.
W reakcji na wkroczenie późnym latem 1454 r. na Pomorze krzyżackiej odsieczy, złożonej z zawodowych wojowników z Niemiec i Czech, król Kazimierz IV bez konsultacji z sejmem prowincjonalnym i wbrew radom kardynała Zbigniewa Oleśnickiego zwołał pospolite ruszenie z Wielkopolski i Kujaw. Zgromadzona pod Cerekwicą szlachta wymusiła 15 września 1454 r. przyznanie jej antymagnackich przywilejów i powierzenie dowództwa Wielkopolanom. Dowódcy zdecydowali się przerwać oblężenie Chojnic i rozbić krzyżacką odsiecz w bitwie nad jeziorem w pobliżu miasta.
18 września 1454 r. pomimo sukcesu w pierwszym starciu i pokonaniu dowodzonej przez Rudolfa von Sagana krzyżackiej osłony, źle dowodzone, przestarzałe i nieposługujące się nowoczesną bronią polskie pospolite ruszenie uległo w kolejnej fazie bitwy krzyżackiej armii zawodowej, dowodzonej przez Bernharda von Zinnenberga i wypadowi garnizonu miasta pod dowództwem von Plauena. Król Kazimierz IV został zmuszony do ucieczki, a Krzyżacy kosztem ok. 100 zabitych, w tym księcia Rudolfa, rozbili całkowicie armię królewską, której straty wyniosły 3000 zabitych i 300 wziętych do niewoli. Bezpośrednim następstwem starcia było zniesienie oblężenia Chojnic i Malborka oraz podjęcie przez Krzyżaków udanych działań celem odzyskania miast i twierdz nad Wisłą i na Powiślu.
Bitwa załamała polską ofensywę przeciwko zakonowi krzyżackiemu, skompromitowała króla Kazimierza IV Jagiellończyka i Polskę, podważyła akt inkorporacji państwa pruskiego do Królestwa Polskiego, podważyła wierność pospólstwa miast Prus dla sprawy Związku Pruskiego. Ukazała jednocześnie nieefektywność ciężkiej kawalerii rycerskiej w starciu ze zdyscyplinowanymi, posługującymi się bronią strzelecką i artylerią oraz walczącymi w szyku w oparciu o wozy taborowe zawodowymi wojskami najemnymi.

## Geneza bitwy

### Powstanie antykrzyżackie na Pomorzu Gdańskim
Przygotowane przez Związek Pruski wystąpienie antykrzyżackie rozpoczęło się na Pomorzu Gdańskim pod wpływem wiadomości o powstaniu przeciwko Krzyżakom w Toruniu. 5 lutego 1454 r. Rada Głównego Miasta Gdańska zajęła gdański Wielki Młyn, 6 lutego 1454 r. władze miasta oficjalne wypowiedziały posłuszeństwo Zakonowi. Po krótkiej blokadzie 11 lutego 1454 r. wojska wierne radzie Gdańska przejęły kontrolę nad zamkiem krzyżackim w Gdańsku, przekupując niemającą nadziei na pomoc ze strony wielkiego mistrza von Erlichshausena załogę. Nieuzgodnioną ze Związkiem Pruskim decyzją władz miasta natychmiast rozpoczęto burzenie zajętej twierdzy, stwarzając fakt dokonany wobec przyszłej władzy Pomorza, której uniemożliwiono zyskanie w mieście ufortyfikowanego punktu oparcia niezależnego od władz miejskich.
Wiadomość o upadku potężnej krzyżackiej twierdzy w Gdańsku była wstrząsem dla całego Pomorza Gdańskiego: przekonała niechętne Zakonowi czynniki do szybkiego dołączenia do powstania i jednocześnie miała destrukcyjny wpływ na morale braci zakonnych, którzy nie podejmując walki z powstańcami zaczęli opuszczać Pomorze. Tczew 6 lutego 1454 r. przeszedł na stronę Związku i został obsadzony przez gdańskie oddziały pod dowództwem rajcy Gerda Mylingdorpa, a wojska dowodzone przez Jana Maydenburga opanowały Tucholę. Rady miasteczek Pomorza wysłały do Gdańska prośby o opiekę, co umożliwiło Związkowi Pruskiemu przejęcie kontroli nad Bytowem 19 lutego, Puckiem, Kościerzyną, Skarszewami i Lęborkiem 20 lutego.
Pomorskie rycerstwo pod przywództwem Jana z Jani (Jon von der Jene) zajęło Nowe i Osiek. 7 lutego Jan z Jani rozpoczął oblężenie Gniewu, a po ucieczce załogi zajął twierdzę i w porozumieniu z władzami Starogardu ogłosił się starostą Pomorza. Oddziały gdańskie spaliły w lutym 1454 r. siedzibę krzyżackiego wójta w Sobowidzu oraz położone blisko Gdańska twierdze w Grabinach oraz w Kiszewie. Spór o los mienia pokrzyżackiego, które pomorscy szlachcice woleli przejąć niż zniszczyć, wywołał konflikt pomiędzy dążącą do neutralizacji niezależnych od miasta punktów oporu radą Gdańska a pomorskim rycerstwem, co opóźniło dalsze działania przeciwko Zakonowi.

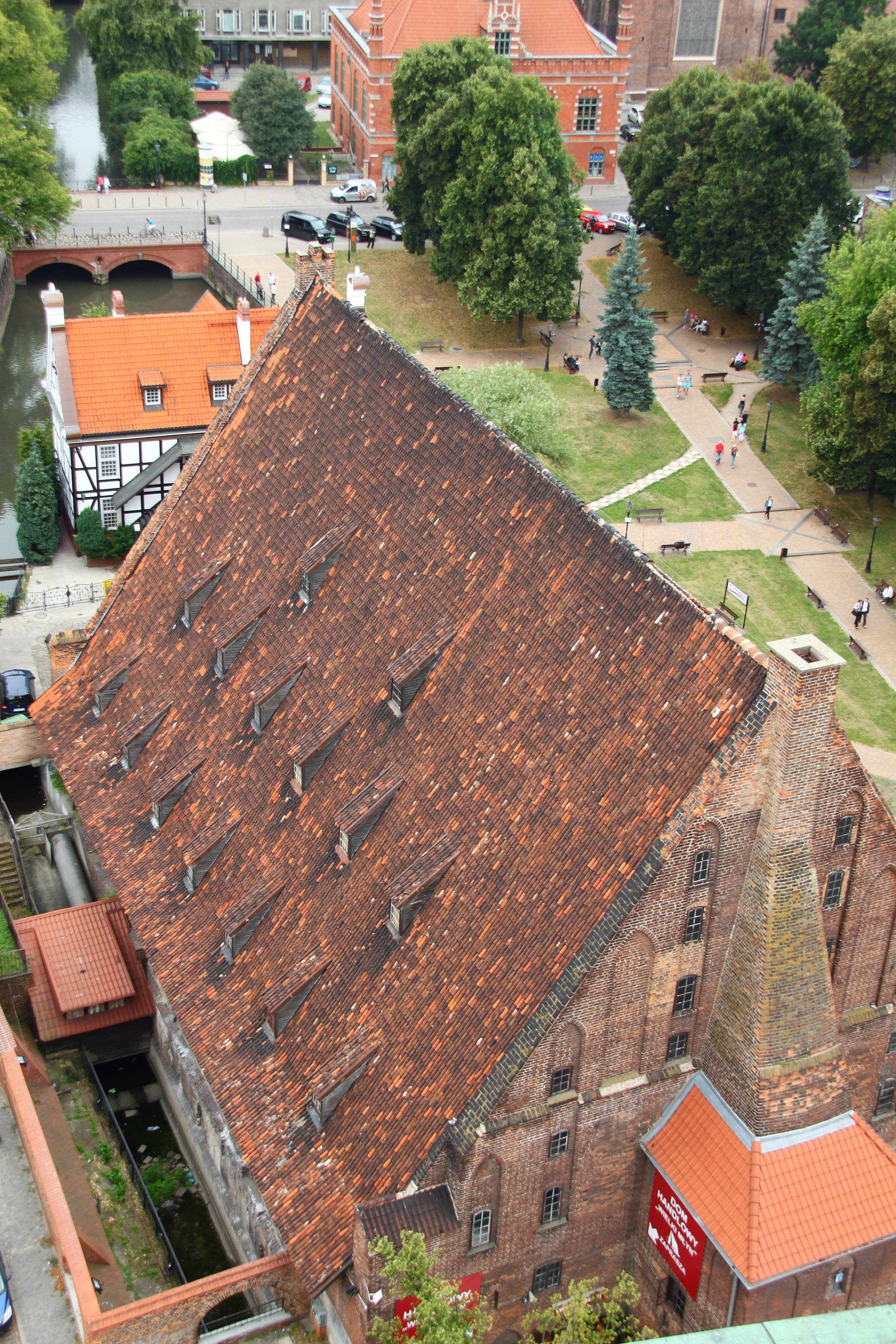
Wielki Młyn w Gdańsku, zdobyty przez radę miejską na początku antykrzyżackiego powstania w lutym 1454 r.

Krzyżacka twierdza w Świeciu, oblężona od 6 lutego przez miejscowe rycerstwo pomorskie i posiłki z Chełmna, dowodzone przez Ottona Machwica, skapitulowała na honorowych warunkach 20 lutego 1454 roku. Komtur Jan Rabe usiłował zorganizować ośrodek oporu w warownych Chojnicach w oparciu o prozakonną radę miejską, jednak 15 lutego 1454 r. rada została obalona przez bunt cechów, a komtur przeniósł swoją siedzibę do Człuchowa. Miasto 21 lutego zostało zaatakowane przez oddziały Gdańska, jedynego ośrodka, który dysponował jeszcze wolnymi siłami do dalszej akcji. Zajęcie 26 lutego twierdzy w Człuchowie oraz Czarnego i Debrzna złamało ostatecznie krzyżacki opór na Pomorzu.

### Odzyskanie Chojnic przez Krzyżaków
22 lutego 1454 r. układem w Berlinie wielki komtur Saksonii Fryderyk von Polenz zastawił Nową Marchię Brandenburgii za kwotę 40 tysięcy florenów reńskich, umożliwiając Zakonowi pozyskanie środków na zaliczki dla żołnierzy najemnych. Jednocześnie do czasu przejęcia władzy zwierzchniej nad tą prowincją przez Fryderyka II Żelaznego pozostał w niej dotychczasowy krzyżacki aparat urzędniczy, sprzyjający krzyżackiej odsieczy. Oparcie w Nowej Marchii umożliwiło Henrichowi Reuss von Plauenowi młodszemu, krewnemu wielkiego szpitalnika Zakonu Henricha Reuss von Plauena wkroczenie na Pomorze na czele liczącego ok. 1000 żołnierzy oddziału najemników. Akcja von Plauena młodszego została podjęta w okresie nasilenia konfliktu pomiędzy Gdańskiem a rycerstwem Pomorza o rozszerzanie władzy szlachty nad chłopami oraz obsadzenie pokrzyżackiego majątku, budząc panikę. Zaskoczona rada miejska Chojnic 23 marca 1454 r. poddała miasto, a 25 marca przywrócona została władza starej, prokrzyżackiej rady . 24 marca 1454 r. wyprawa najemników celem opanowania twierdzy w Człuchowie została odparta przez gdańskich marynarzy dowodzonych przez Wincentego Stollego.

### Znaczenie twierdz i miast warownych
Geografia Pomorza Gdańskiego powodowała znaczne problemy logistyczne stron uczestniczących w wojnie trzynastoletniej. Dominacja lasów, które pokrywały dzielnicę w 70%, oraz terenów podmokłych ograniczała osadnictwo do południowej części Pomorza Gdańskiego, obszarów nad Wisłą i Wybrzeża. W konsekwencji przemarsz większych grup wojsk możliwy był jedynie wzdłuż spławnych rzek i szlaków handlowych, gdyż poza obszarami osadnictwa niemożliwe było odpowiednie zaopatrzenie żołnierzy i koni.

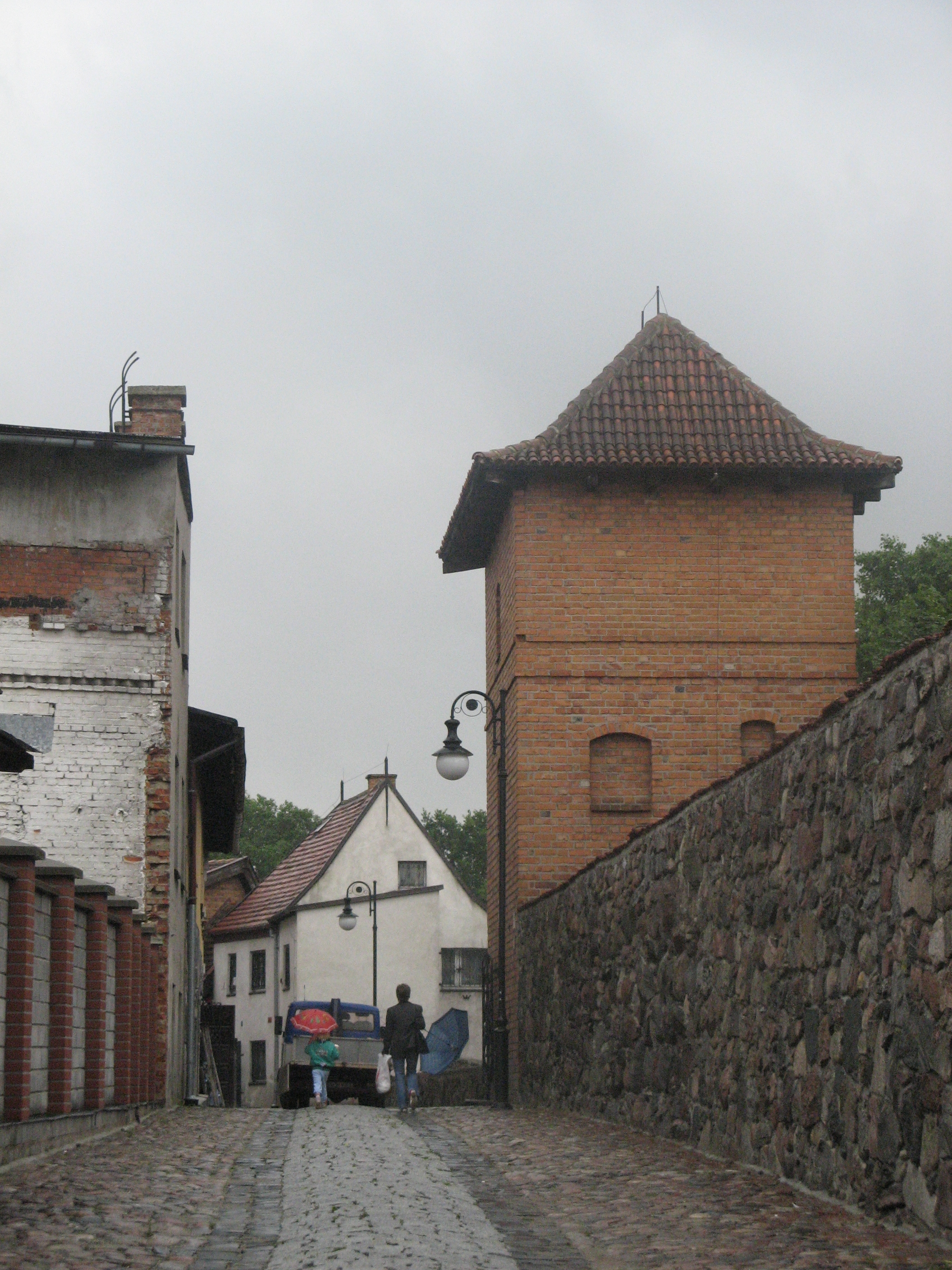
Średniowieczne mury Chojnic. Utrzymywanie trudnych do zdobycia przez XV-wieczne armie warownych miast miało kluczowe znaczenia dla przebiegu wojny trzynastoletniej

Szczególne znaczenie militarne i gospodarcze miało utrzymanie ufortyfikowanych miast oraz twierdz. Stanowiły one centralny ośrodek osadnictwa rolniczego, z którym silnie związane były okoliczne wsie. W konsekwencji uzbrojona i chroniona murami załoga miała możliwość skonfiskowania dostaw, bądź siłowego wymuszenia ich zaprzestania na wieśniakach. Ponadto ufortyfikowane twierdze stanowiły bazy zaopatrzenia, w których gromadzono paszę, żywność i sprzęt wojskowy, umożliwiając zaopatrzenie oddziałów prowadzących działania w ich pobliżu.

### Blokada Chojnic
Utrata strategicznie położonych Chojnic skomplikowała sytuację Związku Pruskiego, zmuszając jego kierownictwo do uwzględnienia trzeciego – obok Malborka i Sztumu – miasta w planach dalszej akcji zbrojnej. Okres zaskoczenia, w którym krzyżackie twierdze z łatwością poddawały się powstańcom, minął, a wobec pojawienia się na Pomorzu Gdańskim pierwszych zwerbowanych przez Krzyżaków oddziałów najemnych oraz spadku entuzjazmu dla antykrzyżackich działań wśród pospólstwa kierownictwo Związku zmuszone zostało do przyjęcia długofalowej strategii. Starosta gniewski Jan z Jani podjął działania przeciwko Chojnicom na czele ok. 2200 związkowców, wspartych przez czeskich i polskich najemników dowodzonych przez rotmistrza Czerlińskiego . Klęska oddziałów Związku oblegających Malbork, poniesiona 1 kwietnia 1454 r. pod Kałdowem, zmusiła Związek do koncentracji sił w delcie Wisły, gdzie w maju rozpoczęto ponowną blokadę Malborka. 8 sierpnia 1454 r. udało się zmusić do kapitulacji krzyżacką twierdzę w Sztumie.
Koncentracja sił i środków pod Malborkiem skutkowała niemożnością kontynuacji, podjętych w końcu kwietnia 1454 r. działań zbrojnych, pod położonymi w dogodnym do obrony miejscu Chojnicami: dowódca oblężenia Mikołaj Szarlejski nie otrzymał żądanego wsparcia w postaci pieniędzy i 600 marynarzy, a dowodzone przez niego oddziały najemne zrezygnowały z walki wobec nieotrzymania żołdu .
Narada króla Kazimierza IV z przedstawicielami Związku Pruskiego w Toruniu przyniosła konkretne rozstrzygnięcia – Związek Pruski zobowiązał się skoncentrować wszelkie siły dla zdobycia krzyżackiej stolicy. Odpowiedzialność za blokadę garnizonu Chojnic przejęło Królestwo Polskie i skierowane przez króla pod miasto pospolite ruszenie z Kujaw, latem 1454 r. wzmocnione oddziałem nadwornym i pospolitym ruszeniem z ziemi dobrzyńskiej, które zastąpiły większą część sił Związku Pruskiego.
Pomimo głodu i spalenia części miasta, krzyżacki garnizon Chojnic odparł wszystkie ataki polsko-związkowe i odmawiał kapitulacji, licząc na pomoc zapowiadanej odsieczy z Niemiec  .

### Wyprawa pospolitego ruszenia

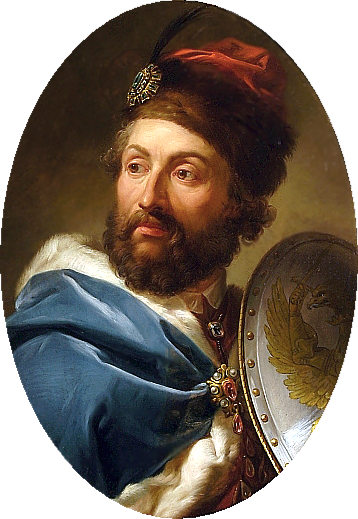
Pozbawiony zdolności dowódczych król Kazimierz IV Jagiellończyk osobiście dowodził wojskami polskimi w bitwie pod Chojnicami

Zdecydowanym przeciwnikiem zwołania pospolitego ruszenia był kardynał Zbigniew Oleśnicki, który usilnie namawiał króla Kazimierza IV do wstrzymania się z działaniami wojennymi do czasu zwerbowania silnego wojska najemnego. Rozpoczął na ten cel gromadzenie środków pieniężnych w podległej sobie diecezji. Kardynał Oleśnicki poza niską efektywnością militarną pospolitego ruszenia obawiał się jego znaczenia politycznego, polegającego na uzyskaniu przez zebraną na wyprawą średnią szlachtę możliwości nacisku na króla celem osłabienia reprezentowanej przez Oleśnickiego magnaterii.
Wkroczenie na Pomorze zorganizowanej przez Zakon odsieczy zmusiło Królestwo do natychmiastowego podjęcia przeciwdziałania, za czym opowiadali się królewscy doradcy na czele z kanclerzem wielkim koronnym Janem Taszka Koniecpolskim. Rada królewska była przekonana o możliwości zgromadzenia dostatecznych sił do militarnego rozstrzygnięcia wojny . Wobec bankructwa skarbu królewskiego i braku dostatecznych dochodów ogłoszenie pospolitego ruszenia rycerstwa z Wielkopolski i Kujaw stało się koniecznością. Król ogłosił tę decyzję w Toruniu, bez konsultacji z sejmem prowincjonalnym. Na miejsce koncentracji wyznaczono leżącą dwie mile (ok. 15 km) na południe od Chojnic Cerekwicę, gdzie skierowano artylerię.
15 września 1454 r. zebrana szlachta, wzorem wypraw z lat poprzednich i wykorzystując trudną sytuację króla Kazimierza IV, wysunęła antymagnackie żądania polityczne zwiększenia roli średniej szlachty i sejmików kosztem ograniczenia wpływów oligarchii i wyższego kleru na rządy w Królestwie. Od ich spełnienia uzależniła swój udział w wyprawie. Postulaty ziemiaństwa korespondowały z polityką dążącego do wzmocnienia władzy centralnej króla Kazimierza IV, zmierzając do przeniesienia ciężaru decyzji ze zdominowanego przez możnowładców sejmu walnego na reprezentujące średnią szlachtę sejmiki ziemskie. Akceptacja przez króla żądań szlachty i wystawienie przywileju 15 września 1454 r. umożliwiło podjęcie działań siłami pospolitego ruszenia. Pod naciskiem wewnętrznie skłóconej rady król powierzył dowództwo niedoświadczonym wojskowo Wielkopolanom oraz zawarł porozumienie dotyczące spłaty żołdu z dowódcami pruskich najemników.

## Siły i strategia stron

### Królestwo Polskie i Związek Pruski

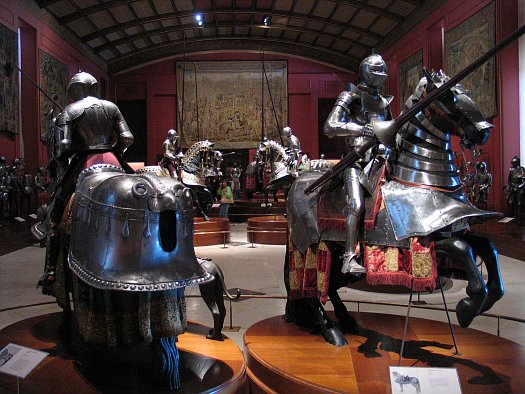
Kopijnik w pełnej zbroi

Wojskowość polska ukształtowała się w XIV w. w okresie panowania Kazimierza III Wielkiego i jedynie w niewielkim stopniu została zreformowana na początku panowania Jagiellonów. Do stawiennictwa na wezwanie króla na zaczepną wyprawę zobowiązani byli wszyscy posiadacze ziemscy z określonym według przynależności do poszczególnych grup społecznych pocztem uzbrojonych sług. Duchowni zamiast obowiązku osobistego uczestnictwa w wyprawie opłacali uzbrojonego zastępcę. Podstawową jednostką organizacji pospolitego ruszenia była kopia, złożona z rycerza i jego pocztu oraz prywatnego wozu z zaopatrzeniem i woźnicą Kopie zgrupowane były w chorągwie ziemskie, tworzone dla poszczególnych ziem, oraz chorągwie magnackie tworzone przez wielkie rody w oparciu o krewnych i klientów. Ponadto król dysponował wozami ze sprzętem wojennym i zaopatrzeniem, dostarczonymi przez miasta królewskie oraz chorągwią nadworną pod dowództwem marszałka nadwornego, którą tworzyli służący na królewskim dworze rycerz wraz ze swymi pocztami.
W odpowiedzi na ogłoszenie wyprawy pospolitego ruszenia każdy rycerz miał obowiązek we własnym zakresie uzbroić i wyposażyć swoją kopią oraz przybyć na oznaczone w wezwaniu miejsce. W konsekwencji strategia efektywnego użycia pospolitego ruszenia polegała na zaplanowaniu czasu i miejsca koncentracji, zapewnieniu w nim odpowiedniej bazy technicznej oraz szybkim przeniesieniu działań na teren nieprzyjaciela. Efektywne wykorzystanie pospolitego ruszenia było możliwe jedynie przy zachowaniu dyscypliny, wymagało sprecyzowanych założeń strategicznych i konsekwentnego dowództwa.
Głównym zadaniem ciężkiej jazdy rycerskiej było złamanie szyku przeciwnika szarżą. Służący w kopii strzelcy osłaniali rycerzy, a piechota pełniła rolę pomocniczą przy oblężeniach i obsłudze wozów i obozowiska. Słabą stroną pospolitego ruszenia była organizacja transportu i zaopatrzenia: armia królewska posiadała ogromne tabory złożone z prywatnych wozów rycerzy i konieczność obozowania dłużej w tej samej okolicy skutkowała niemożnością właściwej aprowizacji. Szczególnie dotkliwy był brak odpowiedniej ilości paszy dla koni, wywołujący konieczność poszukiwania żywności i źródła dostaw poza obozem. Tym samym duża liczebność pospolitego ruszenia negatywnie wpływała na jego efektywność w nowoczesnej wojnie, ze względu na konieczność zapewnienia zaopatrzenia w trakcie prowadzenia oblężeń miast i twierdz. W konsekwencji działania wojenne prowadzone mogły być tylko na obszarach osadnictwa rolniczego lub w rejonie ośrodków miejskich. Poza obszarami zurbanizowanymi wojska poruszać mogły się jedynie szlakami lądowymi, na których możliwy był przewóz żywności.
Pakt generalny koszycki z 1374 r., zwalniający szlachtę z podatków i nadający jej prawo do wynagrodzenia za udział w zagranicznych wyprawach pospolitego ruszenia, pozbawił wojsko Królestwa Polskiego znaczenia jako siły ofensywnej, uzależniając możliwość wyprawy od stanu skarbu królewskiego. Na przełomie XIV i XV w. Władysławowi Jagielle początkowo udawało się utrzymać wysoką karność pospolitego ruszenia, jednakże osłabienie władzy królewskiej skutkowało eskalacją żądań potwierdzenia i rozszerzenia przywilejów, o które rywalizowali możnowładcy i średnia szlachta. Żądania te każdorazowo ponawiane były przez rycerzy zebranych celem odbycia wyprawy pospolitego ruszenia. Udział Królestwa Polskiego w wojnie węgierskiej i klęska w bitwie pod Warną zrujnowały skarb królewski, uzależniając możliwość zwołania pospolitego ruszenia od spełnienia żądań szlachty.

### Zakon krzyżacki
Rozmach antykrzyżackiego powstania na Pomorzu i w Prusach oraz szybkie zdobycie krzyżackich zamków przez Związek Pruski sparaliżował na początku 1454 r. organizację wojskową zakonu krzyżackiego, opartą na właścicielach latyfundiów pogrupowanych w konwenty. Należeli to nich często młodsi synowie niemieckich możnowładców, szukających w Zakonie kariery. Pod wpływem wiadomości o upadku kolejnych krzyżackich punktów oporu większość braci zakonnych wyjechała do Niemiec, a część została zabita przez powstańców. Konwenty uległy likwidacji i większość z nich nigdy nie została odtworzona.

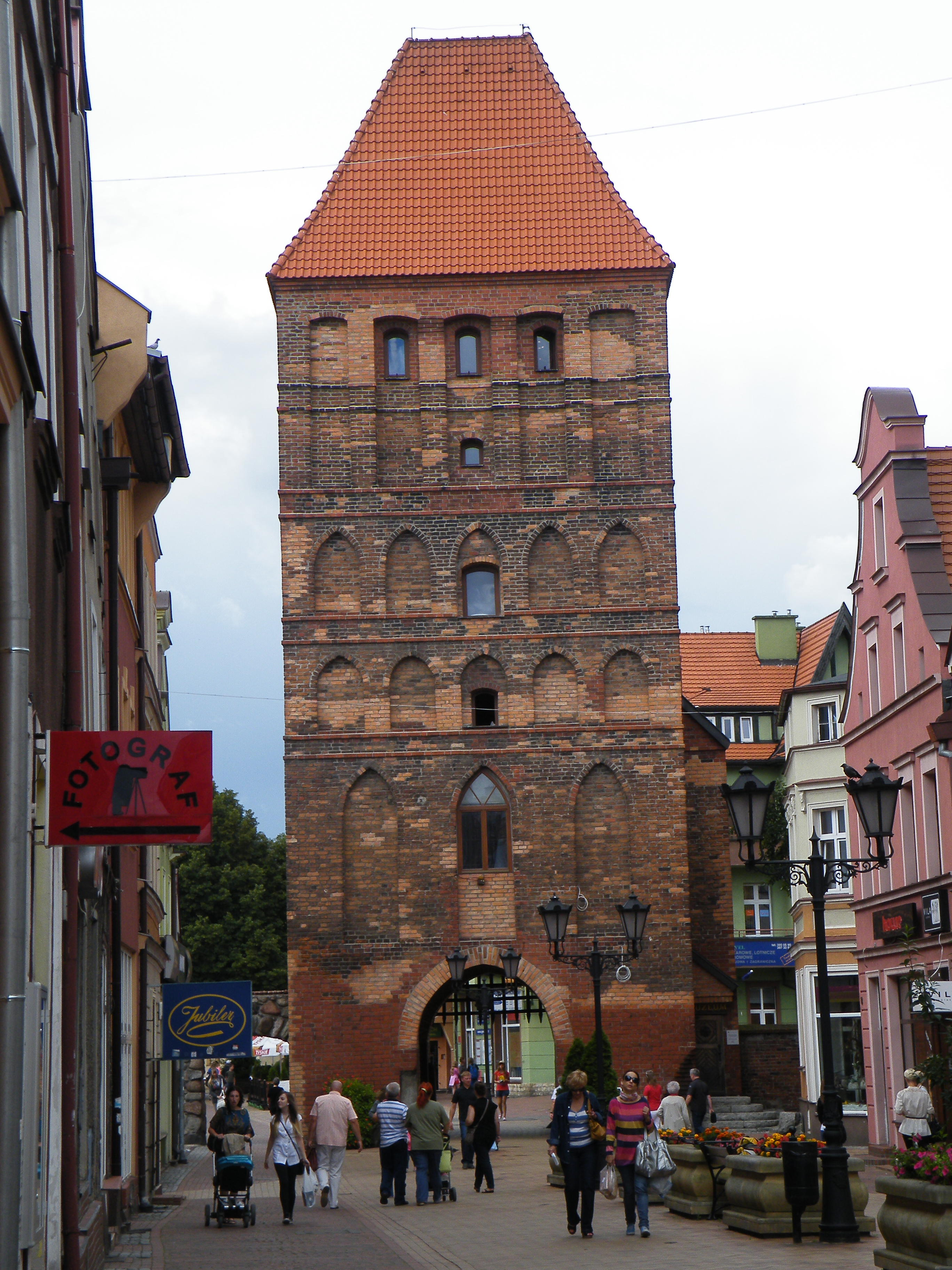
Chojnice, pięciokondygnacyjna Brama Człuchowska z 2 poł. XIV w.

Jedyną szansą kontynuacji obrony pozostało zaangażowanie wojsk najemnych. W tym celu podskarbi Zakonu Eberhard Kinsberg wyjechał do Czech z pieniędzmi przeznaczonymi uprzednio na przekupienie Wielkiej Rady królewskiej, a dodatkowe środki Zakon pozyskał od Brandenburgii pod zastaw przekazanej 7 kwietnia 1454 r. w jej posiadanie Nowej Marchii.
Kryzys gospodarczy XIV wieku i upadek znaczenia feudalnego rycerstwa przyczyniły się decydująco do rozwoju rynku najemników w krajach niemieckich. Miasta dla obrony swoich interesów wynajmowały zawodowych żołnierzy, którymi początkowo byli głównie strzelcy konni. Dalszy rozwój rynku wojsk najemnych skutkował najmowaniem także wojsk pieszych, w tym używanych przy szturmach drabantów, wyposażonych w broń ręczną.
Pierwsze oddziały najemników władz Zakonu zwerbowały w zamian za doraźne zaliczki, jednakże potencjał gospodarczy Zakonu na początku wojny był znikomy.
Utrata wszystkich portów państwa pruskiego uniemożliwiała sprowadzenie najętych żołnierzy zawodowych na Pomorze drogą morską i wymuszał opanowanie szlaku lądowego łączącego Frankfurt nad Odrą z Malborkiem, przebiegającego przez Chojnice. Strategicznie położone miasto zostało 23 marca 1454 r. opanowane przez krzyżacki oddział dowodzony przez von Plauena młodszego – kuzyna komtura i wielkiego szpitalnika Zakonu Henricha Reuss von Plauena – doświadczonego dowódcy z wojen w Niemczech, uczestnika rozstrzygającej dla wojny pomiędzy Elektoratem Brandenburgii a Norymbergą Elektoratem Brandenburgii a Norymbergą bitwy pod Pillenreuth 11 marca 1450 roku.

## Bitwa

### Formacje stron

#### Wojska królewskie

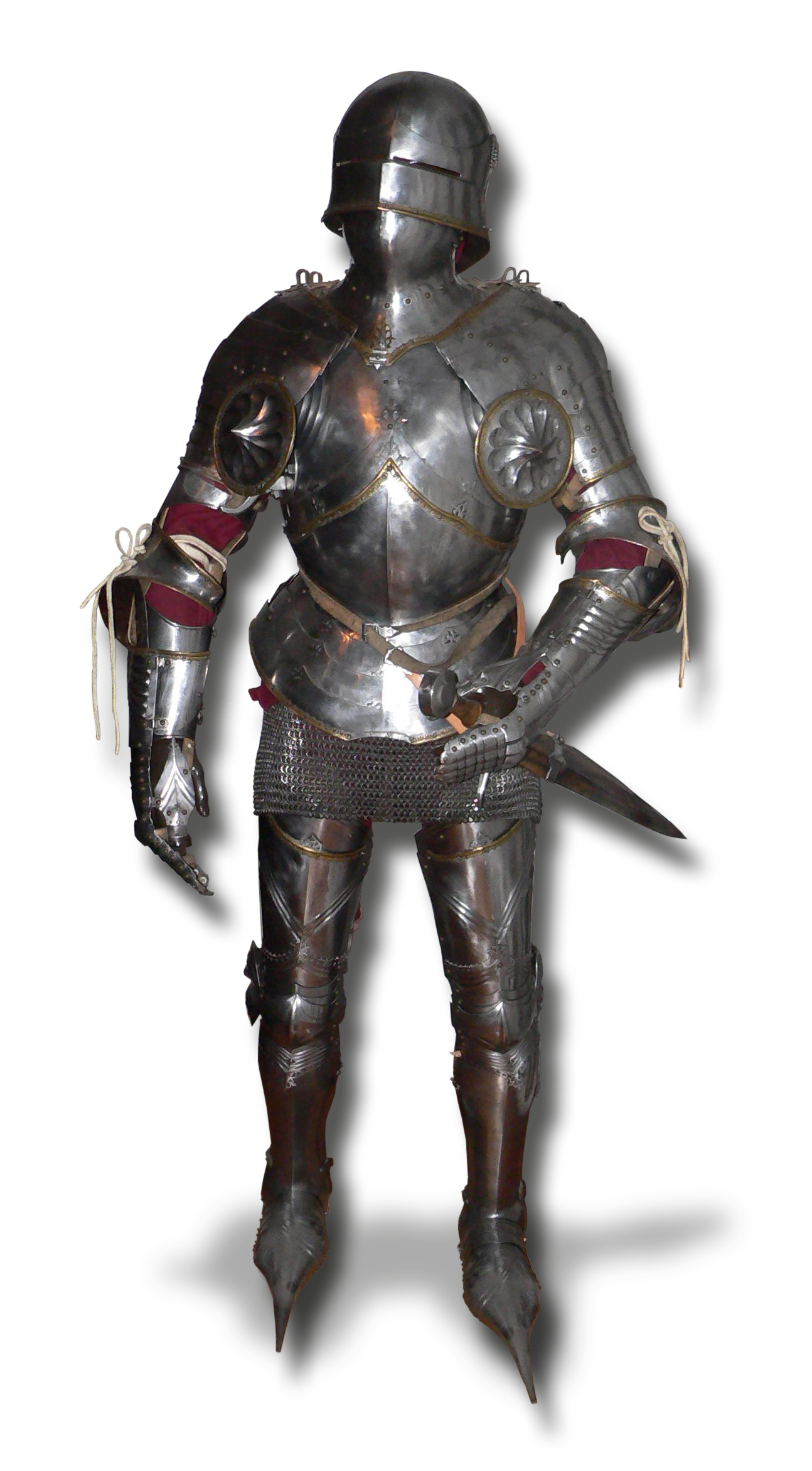
Pełna zbroja płytowa w stylu gotyckim

Siły królewskie liczyły w przybliżeniu 16 500 ludzi. Składały się głównie z ok. 12 000 konnych, zgrupowanych w 7 chorągwiach ziemskich, wspartych przez 1000 rycerzy z Pomorza popierających Związek Pruski, 1500-2000 konnych najemników związkowych oraz 500 nadwornych żołnierzy króla i 1000 żołnierzy piechoty najemnej i gdańszczan. Ponadto wspomagało ich ok. 4 tysiące pachołków, z których jedynie nieznaczna część była uzbrojona. Dominacja ciężkiego rycerstwa wymuszała przyjęcie tradycyjnej taktyki pospolitego ruszenia z zamiarem rozstrzygnięcia bitwy poprzez krótkie, intensywne starcie sił głównych. W tym celu przerwana została blokada Chojnic, a wszystkie siły polskie i związkowe skoncentrowane na wschodnim brzegu Jeziora Zakonnego. Ugrupowanie obronno-zaczepne na wzgórzu osłaniającym drogi z Chojnic do Tucholi i do Krojant wojska przyjęły od rana 18 września 1454 r. Szyk ten przeciwstawiał Krzyżakom głównie ciężką kawalerię rycerską, która – wspierana przez konnych strzelców – z dogodnej pozycji mogła kontratakować w przypadku próby zdobycia zajętego przez siły królewskie wzgórza. Nieobsadzony obóz pospolitego ruszenia usytuowany na wschód od zgrupowania wojsk królewskich nie odgrywał w planach polskiego dowództwa żadnej roli w nadchodzącym starciu.

#### Wojska zakonu krzyżackiego
Nadchodząca od strony Debrzna odsiecz krzyżacka liczyła prawie 15 000 ludzi i składała się w 60% z kawalerii, a 40% z piechoty, obsadzającej przygotowane do walki husyckie wozy bojowe. Ponadto Krzyżacy liczyć mogli na wsparcie 1000-osobowej załogi Chojnic . Krzyżaccy najemnicy osłonięci przez własną kawalerię rozpoczęli obchodzenie Jeziora Zamkowego od zachodu, nie podejmując próby ataku na wojska królewskie, z zamiarem dotarcia do Chojnic, lub ewentualnego sprowokowania nieprzyjaciela do porzucenia dogodnej pozycji obronnej.

### Przebieg bitwy

#### I faza – atak wojsk królewskich

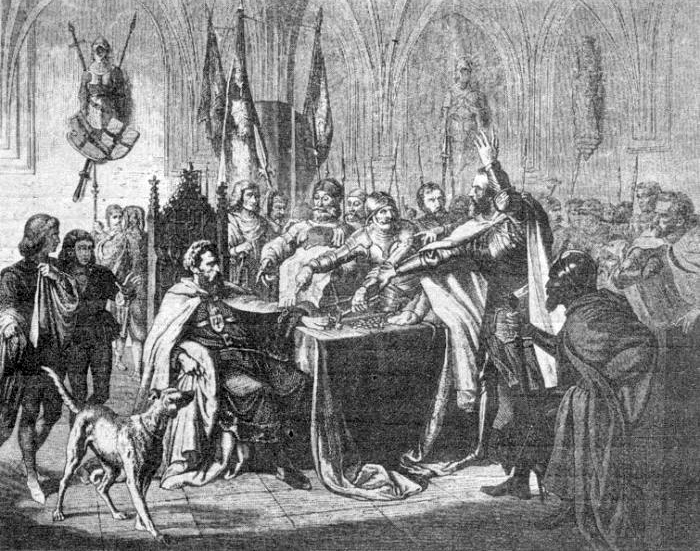
Wielki mistrz zakonu Ludwig von Erlichshausen i rotmistrzowie krzyżackich wojsk najemnych

Zniecierpliwione przedłużającym się oczekiwaniem w szyku oraz zaskoczone krzyżackim manewrem wojsko królewskie podjęło próbę przeciwdziałania. Brak elastyczności co do wyboru sposobu walki i zlekceważenie innych rodzajów broni uniemożliwił zmianę taktyki – dowództwo polskie konsekwentnie dążyło do szybkiego starcia kawalerii. Pod naciskiem niezdyscyplinowanego rycerstwa dowódcy zdecydowali się narzucić Krzyżakom bitwę w niekorzystnych dla siebie warunkach terenowych. Oddziały królewskie wkroczyły na groblę przecinającą jezioro z zamiarem zaatakowania krzyżackiej osłony kawaleryjskiej .
Manewrem wojsk królewskich nikt nie dowodził, gdyż pozbawiony zdolności dowódczych król Kazimierz IV nie wyznaczył naczelnego dowódcy, a kompetencje wojewodów Mikołaja Szarlejskiego, Łukasza Górki, Dziersława z Rytwian i Stanisława Ostroroga były równorzędne.
Po przekroczeniu grobli polska ciężka kawaleria uderzyła szarżą na mniej liczną i gorzej uzbrojoną kawalerię krzyżacką, z łatwością łamiąc jej szyk i zmuszając Krzyżaków do ucieczki. Dowódca krzyżackiej osłony Rudolf von Sagan poległ, a Bernhard von Zinnenberg został wzięty do niewoli i zwolniony po złożeniu przyrzeczenia stawienia się w miejscu wyznaczonym. Część Krzyżaków zdołała przebić się przez polskie szyki i schronić za murami Chojnic, a większość pobitych oddziałów wycofała się w kierunku własnej piechoty i wozów taborowych.

#### II faza – kontratak wojsk Zakonu
Pomimo utraty obydwu dowódców, obsadzające wagenburg krzyżackie oddziały piesze nie uległy panice i wykorzystując wozy taborowe oraz broń strzelecką i artylerię stawiły zdecydowany opór kontynuującej atak królewskiej kawalerii, zmuszając ją do rozpoczęcia oblężenia pospieszne ufortyfikowanego obozu. Umożliwiło to krzyżackiej kawalerii rozproszonej w pierwszym ataku zebranie się oraz reorganizację. Jednocześnie załoga Chojnic wzmocniona tą częścią kawalerii, która znalazła schronienie w mieście, zorganizowała wypad przez Bramę Gdańską .
Wychodzące z miasta oddziały krzyżackie uderzyły na nieprzygotowany do obrony polski obóz oraz tyły armii królewskiej, wzbudzając panikę w jej szeregach. Do ucieczki rzuciło się rycerstwo oblegające krzyżacki tabor. Część kawalerii zdołała wycofać się w kierunku Człuchowa, pozostali rycerze podjęli próbę odwrotu przez groblę na wschodni brzeg jeziora zamkowego. Na skutek krzyżackiego pościgu, kierowanego przez Bernharda von Zinnenberga, który ponownie objął dowództwo nad krzyżackimi najemnikami, uciekające wojska królewskie poniosły znaczne straty. Wielu kawalerzystów zepchniętych z grobli utonęło w jeziorze, lub zostało dobitych przez krzyżacki pościg na okolicznych bagnach. Sytuację pogorszyła śmierć Piotra ze Szczekocin oraz wzięcie przez Krzyżaków do niewoli wojewody poznańskiego Łukasza Górki, wojewody brzeskokujawskiego Mikołaja Szarlejskiego i rotmistrza Wojciecha Kostki z Postupic oraz starosty pomorskiego Jana z Jani. Obóz został zdobyty, a osobiście biorący udział w walce król Kazimierz IV został zmuszony przez przyboczną straż do opuszczenia pola bitwy i ucieczki  .
Armia królewska została całkowicie rozbita, a pospolite ruszenie rozproszone. Poległo ponad 3000 żołnierzy królewskich, a 300 rycerzy znalazło się w niewoli. Krzyżacy kosztem zaledwie 100 zabitych zdobyli polski obóz wraz z artylerią, zapasami materiałów i żywności oraz osobistym wyposażeniem króla Kazimierza IV. W ręce zwycięzców dostały się ponadto chorągwie królewskie i znaczne łupy  zagarnięte przez polskich żołnierzy podczas marszu przez ziemie pruskie w kościołach i domach prywatnych . Dowódca zwycięskiej armii krzyżackiej von Zinnenberg wykazał się wysokimi kompetencjami militarnymi i zyskał powszechne uznanie.

## Bilans

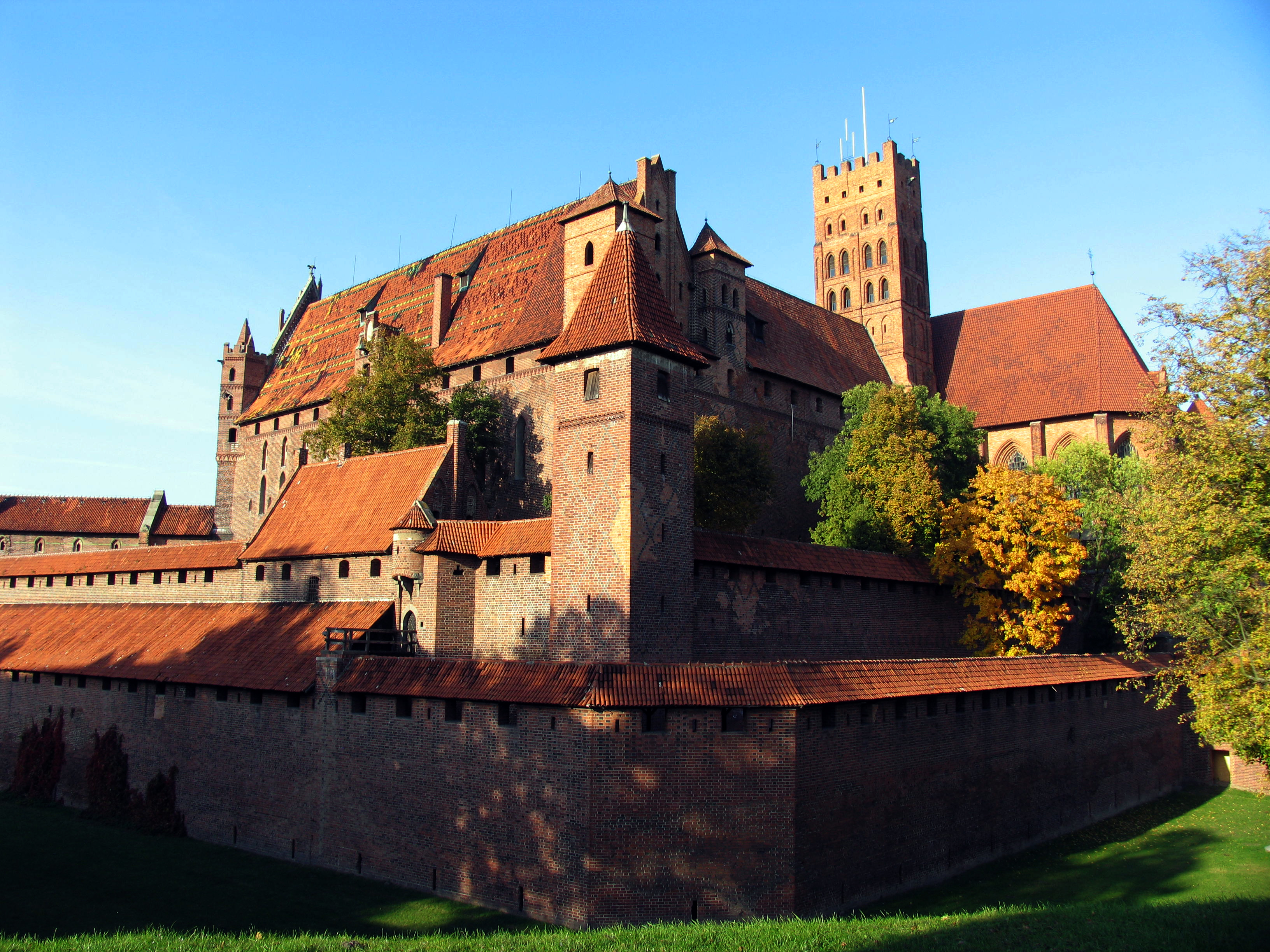
Twierdza w Malborku, oblężona w 1454 r. przez wojska Związku Pruskiego, została uratowana przez zwycięską pod Chojnicami krzyżacką odsiecz

Bitwa zakończyła się największą klęską militarną Polski w średniowieczu. Była to jednocześnie największa militarna klęska odniesiona przez Królestwo Polskie w zmaganiach z zakonem krzyżackim. Szok wywołany klęską skutkował upadkiem autorytetu Królestwa Polskiego oraz zmianą nastawienia władz miast, które wiosną 1454 r. poparły Związek Pruski oraz przywódców pruskich oddziałów. Sama wieść o poniesionej przez Kazimierza IV klęsce wywołała panikę wśród oddziałów oblegających Malbork, na skutek czego natychmiast przerwane zostało oblężenie miasta , a obóz oblegających w Wielbarku wraz z zaopatrzeniem został porzucony 21 września 1454 r. przez wycofujące się oddziały gdańskie .

### Skutki bitwy dla przebiegu wojny trzynastoletniej
Jednocześnie w radach miejskich szeregu miast pruskich pojawiła się tendencja do powrotu pod władzę Zakonu, wywołana wrażeniem poniesionej przez Kazimierza IV klęski i narastającym przekonaniem o tymczasowości inkorporacji państwa pruskiego do Korony Królestwa Polskiego. Przeciwdziałanie tej tendencji zmusiło króla i jego doradców oraz przywódców Związku Pruskiego do zaprzestania działań ofensywnych przeciwko Zakonowi i koncentracji nielicznych oddziałów najemnych w strategicznych miastach pruskich celem uniemożliwienia ich odzyskania przez Krzyżaków. Działania te zakończyły się jedynie częściowym sukcesem. Związek Pruski zdołał utrzymać kontrolę nad swoimi stolicami, tłumiąc prokrzyżackie rewolty w Toruniu, Gdańsku i Chełmnie. Brak odpowiednich sił dla obrony pozostałych miast umożliwił Krzyżakom odzyskanie do wiosny 1455 r. władzy nad dwudziestoma trzema spośród pięćdziesięciu sześciu miast, które złożyły hołd Kazimierzowi IV. Najdalej idące skutki dotyczyły nieobsadzonych przez wojska królewskie Królewca oraz miast Prus Dolnych – w wyniku prokrzyżackiego buntu dorzecze Pregoły oraz znaczna część dorzecza Łyny na powrót uznały władzę wielkiego mistrza, co umożliwiło przetrwanie zakonu krzyżackiego w Prusach.

### Bezpośrednie następstwa bitwy chojnickiej
Wykorzystując decydujące zwycięstwo na armią królewską von Zinnenberg zarządził szybki dalszy marsz wojsk krzyżackich. Pod wrażeniem klęski chojnickiej i w obawie przed zwycięską armią krzyżacką niektórzy politycy związkowi opuścili zajęte w trakcie antykrzyżackiego powstania miasta i zamki Pomorza i Powiśla. Umożliwiło to przejęcie inicjatywy przez miejscowych zwolenników Zakonu. Na wezwania wielkiego mistrza część ośrodków poprosiła o ponowne przyjęcie pod władzę krzyżacką i amnestię za udział w antykrzyżackim buncie. Armia von Zinnenberga pomaszerowała pod Tczew, który nie mając możliwości skutecznej obrony po dwudniowym oblężeniu skapitulował przed siłami zakonu 27 września 1454 roku . Tego samego dnia Krzyżacy zajęli także Gniew, opuszczony przez załogę wziętego pod Chojnicami do niewoli Jana z Jani. Wierność królowi Kazimierzowi IV zachowały załoga twierdzy w Kwidzynie, wsparta polskimi posiłkami z Grudziądza oraz załoga twierdzy Nowe nad Wisłą, wzmocniona związkową załogą ze Starogardu.
W obawie przed odzyskaniem kolejnych miast przez Zakon król Kazimierz IV 3 stycznia 1455 r. przekazał nadgraniczne wobec księstwa słupskiego okręgi wraz z miastami Lębork i Bytów dożywotnio księciu słupskiemu i stargardzkiemu Erykowi Pomorskiemu.

### Skutki bitwy dla relacji wewnątrz Unii Jagiellońskiej
Klęska wojsk Królestwa Polskiego pod Chojnicami osłabiła je w rywalizacji wewnątrz Unii Jagiellońskiej z Wielkim Księstwem Litewskim, którego przedmiotem był podział Wołynia i Podola po śmierci panującego w tych dzielnicach Świdrygiełły, brata Władysława II Jagiełły. Realizację programu małopolskich możnowładców przyłączenie całej prowincji do Polski uniemożliwiła konieczność zaangażowania sił w obronę propolskich ośrodków na Pomorzu wobec krzyżackiej reakcji. Bitwa pod Chojnicami stworzyła Wielkiemu Księstwu Litewskiemu bezpośrednią szansę osiągnięcia korzystnych zdobyczy terytorialnych kosztem Zakonu, obejmujących ujścia litewskich rzek Niemna i Pregoły. Korzystna koniunktura bezsilności walczących stron została przez litewskich przywódców zmarnowana, gdyż Litwa pomimo dążeń Kazimierza IV Jagiellończyka nie przyłączyła się aktywnie do wojny trzynastoletniej.

## Skutki bitwy pod Chojnicami dla Pomorza Gdańskiego

### Wpływ bitwy na przebieg wojny trzynastoletniej na Pomorzu Gdańskim
Postępy krzyżackie wstrzymywał brak pieniędzy i podjęta jesienią 1454 r. kontrakcja najsilniejszych ośrodków Związku Pruskiego. Główne siły zwycięskiej pod Chojnicami armii najemników po zdobyciu Tczewa przeprawiły się na prawy brzeg Wisły i udały do Malborka, co w połączeniu z kierowanymi pod adresem wielkiego mistrza von Erlichshausena pretensjami finansowymi najemników odmawiającymi dalszej walki bez zaspokojenia ich roszczeń co do zaległego żołdu i kłopotami aprowizacyjnymi załogi miasta w pierwszych miesiącach po bitwie chojnickiej zmusiło dowództwo krzyżackie do zaniechania dalszej akcji w oparciu o siły pozostawione w Chojnicach .

Na przełomie lat 1454 i 1455 działania zbrojne zostały przeniesione na prawy brzeg Wisły, gdzie Królestwo Polskie zorganizowało wielką wyprawę pospolitego ruszenia na Malbork. Od 18 grudnia 1454 r. wojska królewskie bezskutecznie oblegały warowne miasteczko Łasin w Ziemi Chełmińskiej, nie mogąc go zdobyć na skutek braku dział i amunicji. Jedyny szturm załoga odparła 9 stycznia, a 13 stycznia rozpoczął się odwrót zmęczonej trudnymi zimowymi warunkami królewskiej armii. 

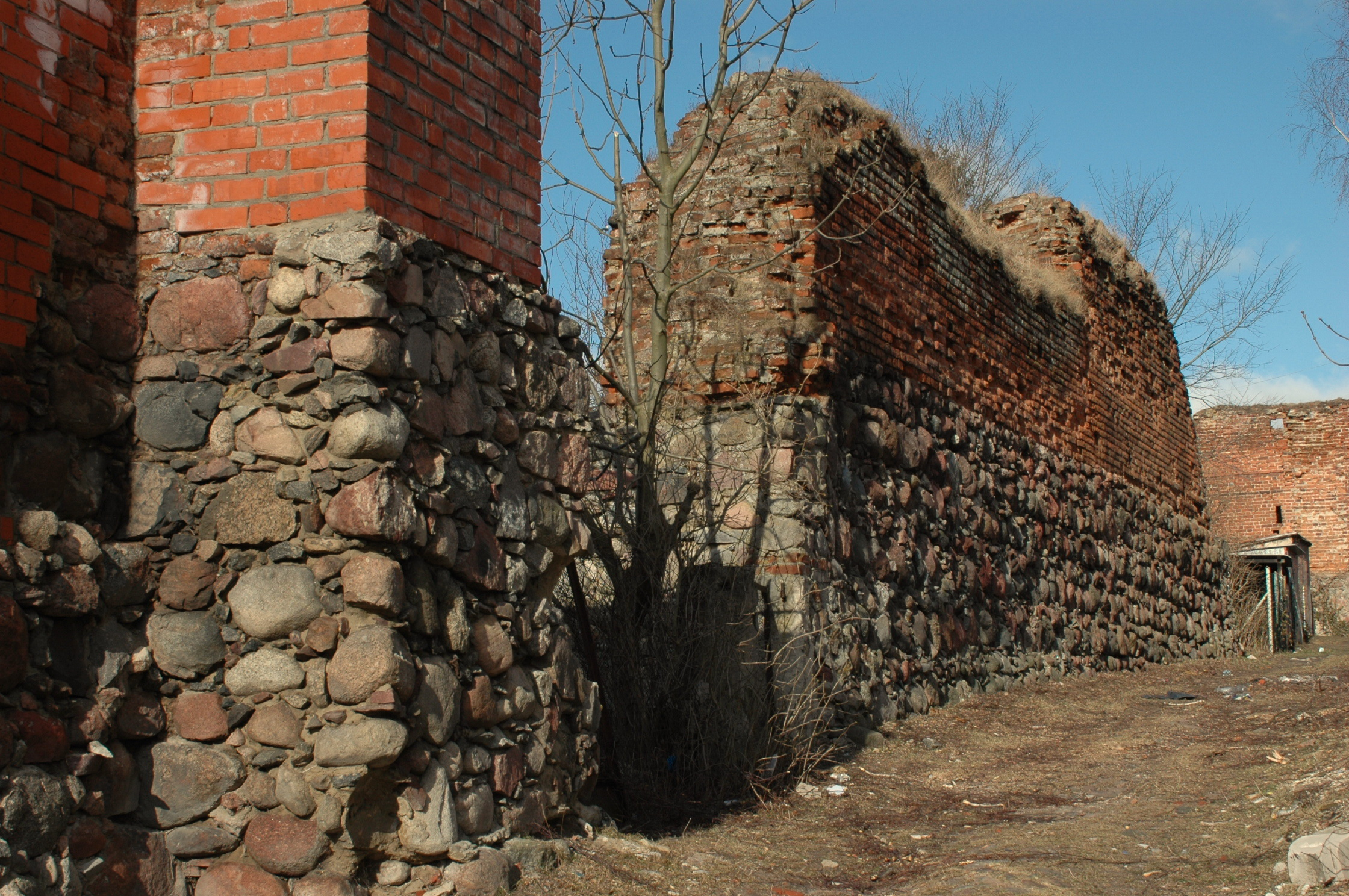
Mury obronne Debrzna, opanowanego przez wojska zakonu w czerwcu 1455 r.

W trakcie trwania oblężenie, wykorzystując zaangażowanie sił polskich i związkowych na wschodzie ziemi chełmińskiej, wielki mistrz von Erlischhausen zebrał grupę wojsk złożoną z żołnierzy finansowanych przez krzyżackie baliwaty w Rzeszy oraz z oddziałów najemników wiernych władzom w Malborku, wspartych zmobilizowanymi powiślańskimi chłopami, którzy dostarczyli wozy i sanie. Grupa ta po wsparciu załogą Tczewa liczyła ok. 2000 żołnierzy. Wyprawa wyruszyła w kierunku Zatoki Gdańskiej, plądrując pod drodze osady nad brzegami Raduni i 13 stycznia po południu wkroczyła na Biskupią Górę zmierzając w kierunku sympatyzującego z Krzyżakami gdańskiego Nowego Miasta . W reakcji miejskie oddziały gdańskie po opuszczeniu murów Głównego Miasta Gdańska zablokowały marsz krzyżacki i zadając wojskom Zakonu straty liczące ok. 600 zabitych, zmusiły wojska wielkiego mistrza do odwrotu. Zwycięstwo w bitwie pod Biskupią Górą pozwoliło związkowcom utrzymać kontrolę nad Gdańskiem i stanowiło duży moralny sukces Związku Pruskiego. Umocniło też pozycję polityczną Głównego Miasta Gdańska w Związku Pruskim, które na początku kwietnia 1455 r. sfinalizowało także rozmowy z Toruniem w sprawie wspólnej obrony spławu rzeką Wisłą.

### Działania zbrojne w okresie dowództwa Kaspara Nostitza w Chojnicach w 1455 r.
Sytuację Zakonu na Pomorzu poprawiło obsadzenie Chojnic 21 grudnia 1454 r. przez liczące 500 żołnierzy siły pod dowództwem zdolnego i pomysłowego śląskiego najemnika Kaspara Nostitza. Zastąpił on na funkcji dowódcy załogi miasta najemnika Mikołaja Wolfersdorfa, który negocjując z mistrzem objęcie układem zastawnym z 9 października 1454 r. nie podejmował większych akcji. 

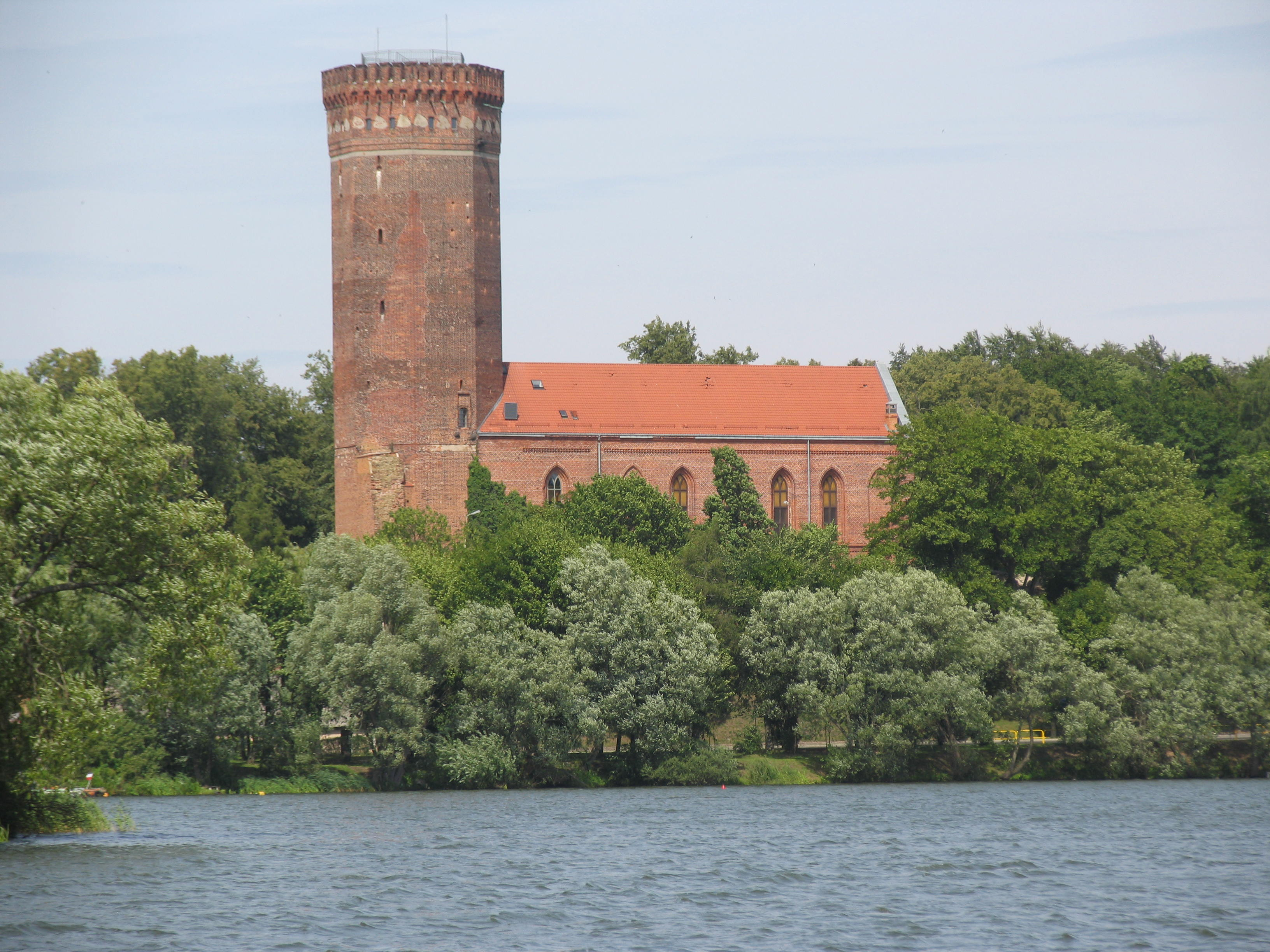
Zamek w Człuchowie – polski punkt oporu na Pomorzu Gdańskim w trakcie wojny trzynastoletniej

Nostitz wykorzystując kłopoty Związku Pruskiego z odmawiającymi walki nieopłaconymi załogami Stargardu i Nowego 13 czerwca 1455 r. opanował podstępem warowne miasto Czarne, gdzie rozbił miejscowych zwolenników Związku Pruskiego, a 24 czerwca przyjął dobrowolną kapitulację związkowej załogi Debrzna. Kolejny wypad Nostitza splądrował Krajnę w Królestwie Polskim, gdzie spalono Łobżenicę, Złotowo i Krajenkę. Próbę krzyżackiego ataku odparła jedynie związkowa załoga Człuchowa w lipcu 1455 r. Łupy i zmuszenie części pomorskich wsi do płacenia czynszów znacznie poprawiło sytuację materialną krzyżackich załóg .
10 lipca 1455 r. wypad krzyżackiej załogi Gniewu zdobył i splądrował miasto i port w Świeciu, całkowicie rozbijając działające w oparciu o to miasto prozwiązkowe stronnictwo rycerstwa pomorskiego, którego przywódcy zginęli lub znaleźli się w niewoli, chociaż Krzyżacy nie podjęli próby zdobycia twierdzy w Świeciu.
W lecie 1455 r. jedynym liczącym się ośrodkiem propolskim na Pomorzu pozostał Gdańsk.
Kolejną próbę zdobycia miasta Chojnice i krzyżackich twierdz na Pomorzu król Kazimierz IV podjął w 1461 roku , a przewagę militarną w tej prowincji zakon krzyżacki trwale utracił w wyniku bitwy pod Świecinem w 1462 roku.

## Wpływ bitwy pod Chojnicami na przemiany polskiej wojskowości

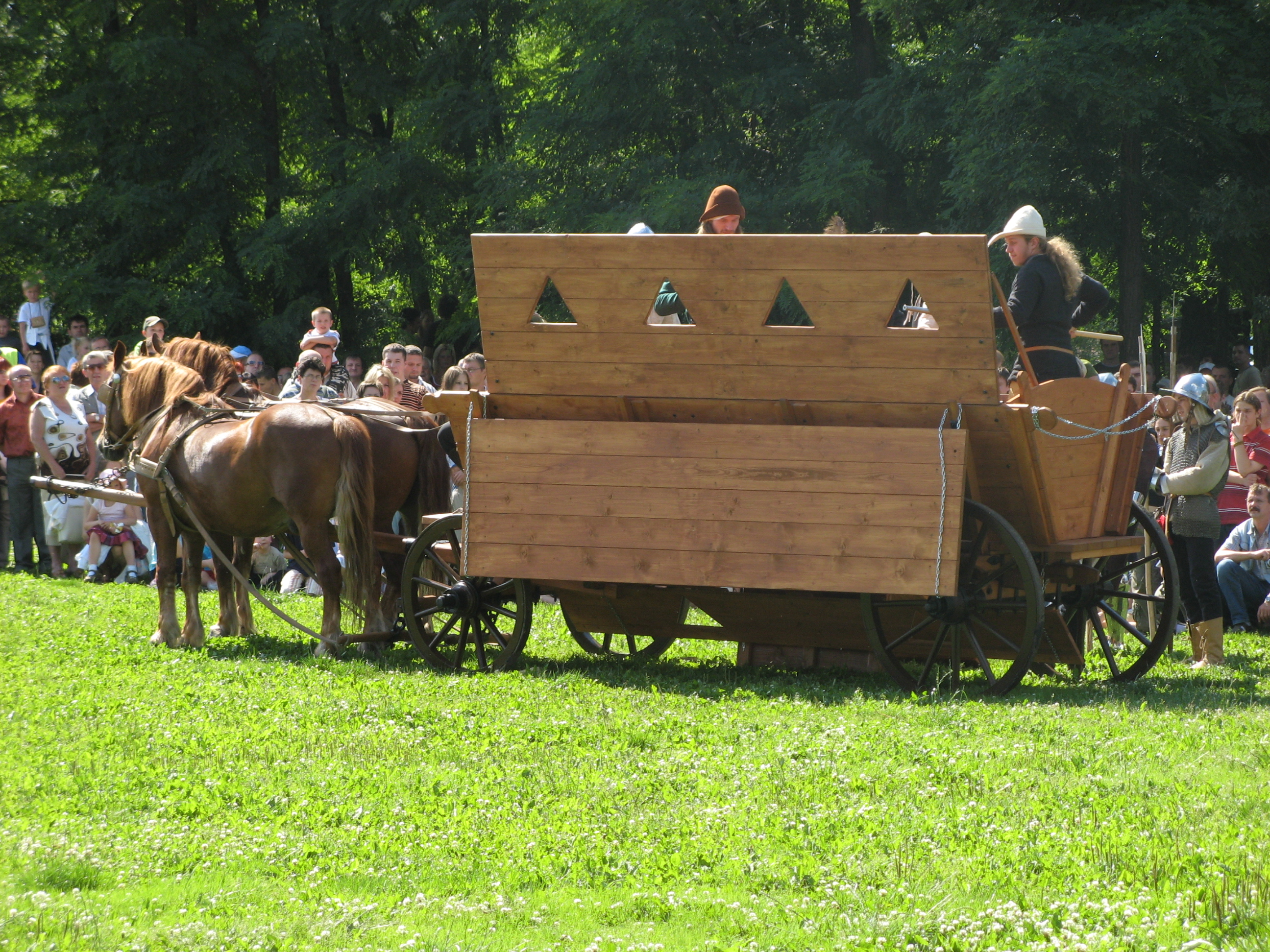
Husycki wóz bojowy (replika), tworzący po połączeniu obóz warowny. Technika wojenna Husytów zrewolucjonizowała wojskowość w Europie Środkowej w połowie XV w.

Klęska chojnicka wykazała konieczność przebudowy, niereformowanego od czasów ostatnich Piastów, polskiego systemu wojskowości. Siła zbrojna oparta na powszechnych, wielotysięcznych wyprawach rycerstwa stała się niewystarczająca w warunkach wojny obejmującej operacje oblężnicze i dysponowania przez nieprzyjaciela najemnymi oddziałami zawodowymi. Poza problemami logistycznymi, jakie wywoływała konieczność obozowania w pobliżu oblężonej twierdzy, głównymi wadami obniżającymi wartość bojową pospolitego ruszenia okazały się nieumiejętność wykorzystywania nowoczesnego uzbrojenia i taktyki. Ponadto średnie rycerstwo wykorzystywało okazję, jaką dawał zjazd szlachty zwołanej na wyprawę, do sformułowania żądań politycznych oraz ustrojowych zatwierdzenia i udzielenia przywilejów. To, w połączeniu z odstąpieniem od regularnych ćwiczeń w rzemiośle wojskowym, wynikających ze stopniowego przekształcania się rycerstwa w ziemiaństwo, wpływało na niezdyscyplinowanie uczestników wyprawy w trakcie późniejszych działań wojennych.
Król Kazimierz IV i jego doradcy pod wpływem klęski chojnickiej podjęli nieudane próby reformy pospolitego ruszenia, które trwały w trakcie wojny trzynastoletniej do 1461 roku. Pomimo że w kolejnych wyprawach zaczęto wykorzystywać bojowo także wozy konne, tworząc obronny wagenburg oraz że podjęto szereg działań celem zwiększenia dyscypliny szlachty zwołanej na wyprawę, wprowadzając kary za zignorowanie wezwań, brak środków pieniężnych i wyczerpanie skarbu koronnego uniemożliwiły gruntowną reformę polskiej armii i okres wojny trzynastoletniej do 1461 roku charakteryzował się dominacją pospolitego ruszenia w wojskowości polsko-związkowej. Dopiero kolejne klęski pospolitego ruszenia w bitwach w zawodowymi oddziałami krzyżackimi oraz niepowodzenia operacji oblężniczych podejmowanych siłami wypraw powszechnych skłoniły króla do rezygnacji z ich zwoływania i podjęcia działań celem skłonienia szlachty i duchowieństwa do uchwalenia i opłacenia podatków celem sfinansowania wojsk zawodowych oraz narzucenia obowiązków wojskowych miastom. Decyzje tę ostatecznie podjęto w czasie kolejnego, nieudanego oblężenia Chojnic 18 września 1461 roku, gdy uczestnicy wyprawy dobrowolnie zgodzili się sfinansować dalsze działania wojenne i od tego czasu do końca XV w. wyprawę powszechną królowie polscy zwołali jedynie dwa razy.

## W kulturze
Wydarzenia wojny trzynastoletniej w Chojnicach upamiętniają cykliczne turnieje rycerskie i rekonstrukcje historyczne, odbywające się w fosie miejskiej.